# Rio Halmer
O Rio Halmer é um rio da Romênia, afluente do Hârtibaciu, localizado no distrito de Sibiu.